# Альбертина Фридерика Баден-Дурлахская
Альбертина Фридерика Баден-Дурлахская (нем. Albertine Friederike von Baden-Durlach; 3 июля 1682, замок Карлсбург, Карлсруэ — 22 декабря 1755, Гамбург) — немецкая принцесса, супруга Кристиана Августа Шлезвиг-Гольштейн-Готторпского, мать шведского короля Адольфа Фредрика и бабушка Екатерины II.

## Биография
Альбертина Фридерика была восьмым ребёнком в семье маркграфа Фридриха VII и Августы Марии Гольштейн-Готторпской. Родилась Альбертина Фридерика в Бадене, на юго-западе Германии. В то время это был относительно богатый регион Германии, поскольку находился на границе с Францией.
2 сентября 1704 года вышла замуж за своего кузена Кристиана Августа Гольштейн-Готторпского. В браке родилось 11 детей, в том числе Иоганна Елизавета, приходившаяся матерью будущей русской императрице Екатерине II. В 1739 году Альбертина Фридерика сопровождала дочь и внучку к эйтинскому двору принца-епископа Адольфа Фридриха, где произошло знакомство ангальт-цербстской принцессы Софии Фредерики Августы и Карла Петера Ульриха Гольштейн-Готторпского, ставшего впоследствии российским императором Петром III.
15 марта 1743 года награждена Орденом Святой Екатерины.

## Дети
2 сентября 1704 года Альбертина Фридерика вышла замуж за Кристиана Августа Гольштейн-Готторпского, у супругов родились:
- Гедвига София Шлезвиг-Гольштейн-Готторпская (9 октября 1705 — 4 октября 1764)
- Карл Гольштейн-Готторпский (1706—1727), жених цесаревны Елизаветы Петровны
- Фридерика Амалия Гольштейн-Готторпская (12 января 1708 — 19 января 1731)
- Анна Шлезвиг-Гольштейн-Готторпская (3 февраля 1709 — 1 февраля 1758) — супруга герцога Вильгельма Саксен-Гота-Альтенбургского
- Адольф Фредрик Эйтинский (14 мая 1710 — 12 апреля 1771), с 1743 года кронпринц Швеции, в 1751 году унаследовал шведский трон
- Фридрих Август Эйтинский (1711—1785), который занял пост епископа Любекского после Адольфа Фредрика (занимавшего его до отъезда в Швецию), а также получил Эйтин, в 1773 году он также стал правителем Ольденбурга
- Иоганна Елизавета (1712—1760), супруга герцога Кристиана Августа Ангальт-Цербстского, мать Екатерины II.
- Фридерика София Гольштейн-Готторпская (2 июня 1714—1714)
- Вильгельм Кристиан Гольштейн-Готторпский (20 сентября 1716 — 26 июня 1719)
- Фридрих Конрад Гольштейн-Готторпский (12 марта 1718—1718)
- Георг Людвиг Гольштейн-Готторпский (1719—1763), женат на Софии Шарлотте Гольштейн-Бекской (1722—1763)